# میساکو تاناکا
میساکو تاناکا (انگلیسی: Misako Tanaka؛ زادهٔ ۱۱ نوامبر ۱۹۵۹) هنرپیشه اهل ژاپن است.

## سریال
اوشین (۱۹۸۳–۱۹۸۴)